# Misterton (Somerset)
Misterton – wieś w Anglii, w hrabstwie Somerset, w dystrykcie (unitary authority) Somerset. Leży 66 km na południe od miasta Bristol i 198 km na zachód od Londynu. W 2002 miejscowość liczyła 760 mieszkańców.